# Werbkowice (stacja kolejowa)

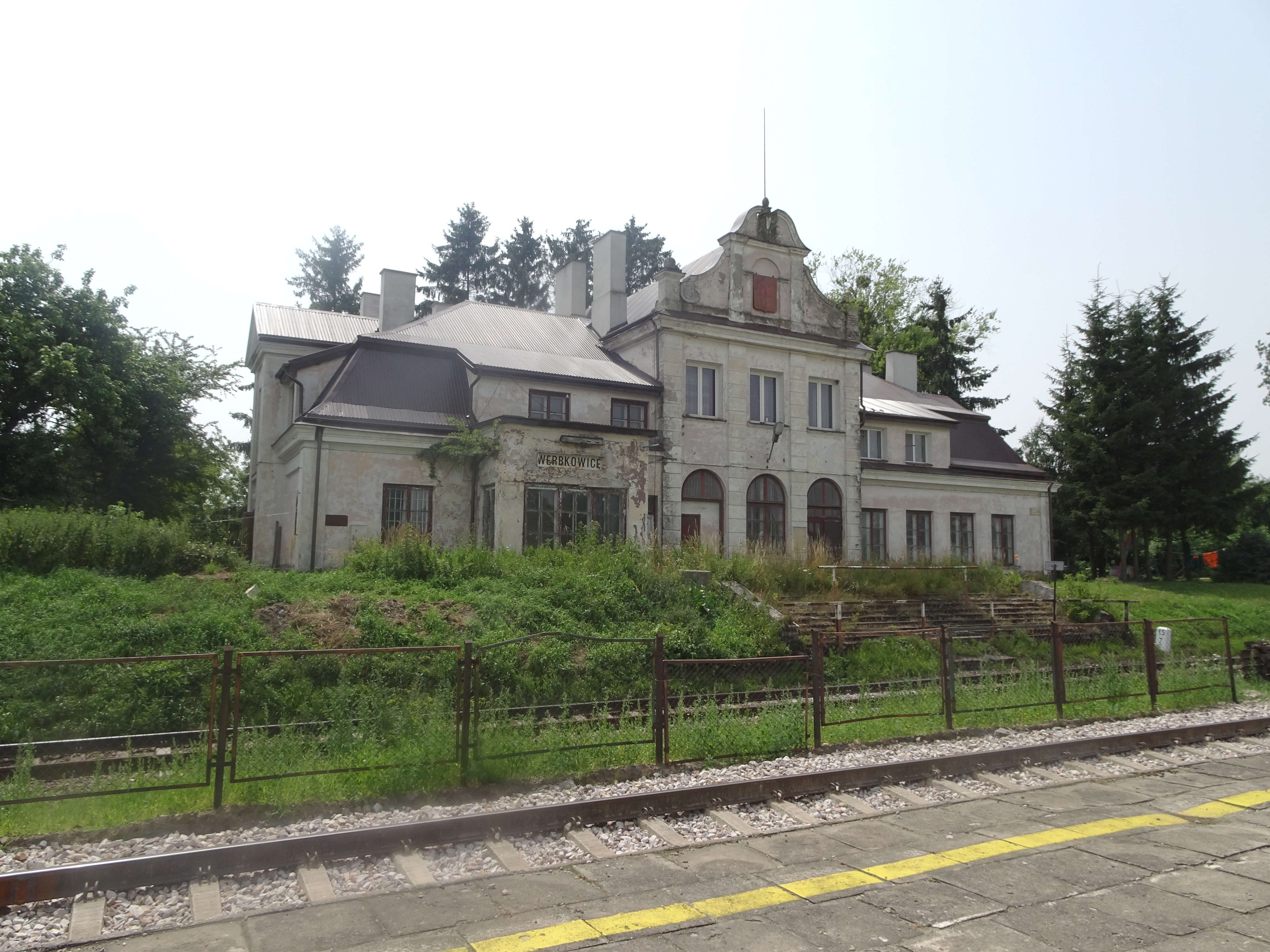
Dworzec od strony torów

Werbkowice – stacja kolejowa na terenie wsi Werbkowice w gminie Werbkowice, w województwie lubelskim, w Polsce.

## Ruch pasażerski
| Rok  | Wymiana pasażerska na dobę |
| ---- | -------------------------- |
| 2017 | 0-9                        |
| 2022 | 10-19                      |

## Obecnie
Stację obsługują:
- pociąg InterCity w relacji Hrubieszów – Werbkowice – Zamość – Biłgoraj – Stalowa Wola – Kraków oraz
- pociąg InterCity w relacji Hrubieszów – Werbkowice – Zamość – Krasnystaw – Lublin – Warszawa – Poznań – Szczecin – Świnoujście[3][4].